# Southern Sons
I Southern Sons sono stati un gruppo musicale rock progressivo australiano.  

## Storia del gruppo
I Southern Sons sono stati fondati nel 1989 dopo che i membri del gruppo The State si sono uniti al prodigio della chitarra Jack Jones di 19 anni, nato a New York e cresciuto a Melbourne. Il gruppo firmò un contratto discografico con Glenn Wheatley per la sua etichetta, la Wheatley Records. Nel luglio 1990, i Southern Sons pubblicarono il loro singolo di debutto Heart in Danger, che raggiunse la posizione numero 5 nelle classifiche ARIA. Nel novembre 1990, il singolo Always and Ever fu pubblicato così come l'album omonimo di debutto del gruppo, Southern Sons, raggiunse la posizione numero 5 nella classifica degli album di ARIA. Hold Me in Your Arms è stato pubblicato nel marzo 1991 e ha raggiunto il numero 9.

## Formazione
Ultima
- Jack Jones – voce
- Phil Buckle – chitarra
- Peter Bowman – chitarra
- Geoff Cain – basso
- Virgil Donati – batteria

## Discografia

### Album in studio
- 1990 – Southern Sons
- 1992 – Nothing but the Truth
- 1996 – Zone

### Raccolte
- 1992 – Truth